# Margaret Abraham

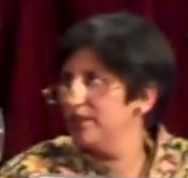
Margaret Abraham (2012)

Margaret Abraham (* 1960) ist eine Professorin für Soziologie an der Hofstra University (Hempstead auf Long Island im US-Bundesstaat New York) und war von 2014 bis 2018 die Präsidentin der International Sociological Association (ISA).
Abraham machte ihren Bachelor- und Master-Abschluss 1982 und 1984 an der indischen Delhi University und wurde 1989 an der Syracuse University zur Ph.D. promoviert. Seit 1990 wirkt sie an der Hofstra University, erst als Assistant Professor (bis 1996), dann als Associate Professor (bis 2002) und schließlich als Full Professor (seit 2002). Von 2010 bis 2014 war sie ISA-Vizepräsidentin, von 2014 bis 2018 dann Präsidentin.